# Hulu Sungai Selatan
Hulu Sungai Selatan (ind. Kabupaten Hulu Sungai Selatan) – kabupaten w indonezyjskim Borneo Południowym. Jego ośrodkiem administracyjnym jest Kandangan.
Hulu Sungai Selatan leży w środkowo-zachodniej części prowincji.
W 2010 roku kabupaten ten zamieszkiwało 212 485 osób, z czego 52 474 stanowiła ludność miejska, a 160 011 ludność wiejska. Mężczyzn było 105 766, a kobiet 106 719. Średni wiek wynosił 27,87 lat.
Kabupaten ten dzieli się na 11 kecamatanów:
- Padang Batung
- Loksado
- Telaga Langsat
- Angkinang
- Kandangan
- Sungai Raya
- Simpur
- Kalumpang
- Daha Selatan
- Daha Barat
- Daha Utara